# 阿黛拉的非凡冒险
《阿黛拉的非凡冒险》（法語：Les Aventures extraordinaires d'Adèle Blanc-Sec），2010年上映的一部法国冒险喜剧影片，由吕克·贝松改编自同名漫画作品。

## 情节
法国女记者阿黛拉·干白（露易丝·布尔昆饰）为了救醒因意外事故陷入深度昏迷的同胞妹妹，来到埃及寻找法老御医的木乃伊，把他带回巴黎请一位教授将其复活，那位教授研究出了死而复生的方法。而那位教授在巴黎把自然历史博物馆一亿三千六百多万年前的翼龙蛋复活孵化了，出生的翼手龙飞翔在巴黎上空，给这座城市和阿黛拉·干白救治妹妹的计划带来了不少麻烦……